# プラトヴェッキオ
プラトヴェッキオ (伊: Pratovecchio) は、人口3,092人のイタリア共和国トスカーナ州アレッツォ県に存在した基礎自治体（コムーネ）。
2014年1月1日に、スティーアと合併してプラトヴェッキオ・スティーアとなった。

## 地理

### 位置・広がり

#### 隣接コムーネ
コムーネとしてのプラトヴェッキオは、以下のコムーネと隣接していた。
- バーニョ・ディ・ロマーニャ (FC)
- カステル・サン・ニッコロ
- ロンダ (FI)
- モンテミニャーイオ
- ペーラゴ (FI)
- ポッピ
- ルーフィナ (FI)
- サンタ・ソフィーア (FC)
- スティーア

## 文化・観光
「スローシティ」加盟都市である。